# Glyphis glyphis
Glyphis glyphis är en hajart som beskrevs av Müller och Henle 1839. Glyphis glyphis ingår i släktet Glyphis och familjen revhajar. Inga underarter finns listade i Catalogue of Life.

## Utseende
Den längsta bekräftade hittade hela individen av G. glossis var en hona av okänd ålder, vars fullständiga längd var 1,75 meter, och den längsta hanen en meter. Man har dock gjort käkfynd, vars storlek antyder att de härrör från betydligt längre individer, två meter och kanske upp till tre meter långa.

## Utbredning
Arten förekommer i tropiska vatten i västra Stilla havet, norra Australien och Nya Guinea, mellan 5° nordlig och 21° sydlig bredd. Tidigare ansågs den också ha nordligare bestånd, som dock år 2010 av Compagno, White och Cavanagh beskrevs som den separata arten G. fowlerae.

## Levnadssätt
G. glyphus kan som andra Glyphusarter ("flodhajar") leva i saltvatten, bräckvatten och sötvatten.
Artens biologi är dåligt känd. Liksom andra revhajar är den en levandefödare och utvecklar en placenta under dräktigheten. Den anses ofarlig för människan.

## Bevarandestatus
Enligt Internationella naturvårdsunionens bedömning år 2005 minskade arten i antal och var starkt hotad (EN), med uppskattningsvis mellan 250 och 2500 individer totalt. Klassningen och uppskattningen att artantalet var avtagande kvarstod år 2020.